# Pictones
Los pictones (en latín, Pictones) y más tarde llamados pictavos (Pictavi) fueron un pueblo galo que vivía al sur del Líger en la costa del Atlántico. Ptolomeo los sitúa en Aquitania y menciona dos ciudades de los pictones, Limonum o Lemonum (Poitiers) y Ratiatum. Ocupaban la parte más al norte de Aquitania hasta el río Líger, esto es, el Loira. Estrabón dice que el río Líger era la frontera entre los pictones y los námnetes; al sur de los pictones vivían los sántonos, que llegaban hasta el Garona. En el este tenían a los túronos y los bituriges cubos.
Julio César menciona a los pictones, de los que obtuvo barcos en su guerra contra los vénetos. Los pictones se unieron a Vercingétorix en el año 52 a. C. En 51 a. C. el legado de César, Gayo Caninio Rébilo, fue al país de los pictones para aliviar el sitio de Lemonum que estaba bloqueada por el jefe galo Dumnaco.
Lucano dice que los pictones eran inmunes, es decir, que no pagaban tributo.